# Ice Age Giants
Ice Age Giants, conosciuto in Italia con il titolo I Titani dell'Era Glaciale, è un documentario televisivo britannico creato dalla BBC. I tre episodi, dalla durata di circa 50 minuti, sono stati trasmessi su BBC Two tra il 19 maggio e il 2 giugno 2013. In Italia vennero trasmessi su DMAX durante il giugno del 2018.

## Trama
La Dr. Alice Roberts mostra com'era la Terra durante l'Era glaciale ed i Mammiferi Preistorici che vi hanno vissuto per migliaia di anni, con l'utilizzo delle più recenti conoscenze scientifiche e con un po' di grafica.

## Episodi

### 1. La Tigre dai Denti a Sciabola
- UK in onda 19 Maggio 2013

- 40.000 anni fa, Pleistocene

- Nord America

La trama della puntata è ambientata circa 40.000 anni fa, in Nord America, un continente che durante la glaciazione di Wurm venne per metà coperta dal ghiaccio fino a due miglia di spessore. In questa terra congelata  vi abitavano i più impressionanti giganti che vi siano mai esistiti. Tra uno di questi vi è, il mitico Bradipo di Shasta delle dimensioni di un Grizzly, il corazzato Gliptodonte, che è sicuramente il più strano mammifero mai apparso, seguito dal mitico Pliohippo e dall'immponente Mammut Columbiano, un animale molto più grande di qualsiasi elefante esistente di oggi. Ma l'animale che ha avuto un ruolo importante con questi erbivori, ed è stato considerato il carnivoro più efficiente di tutta la storia, è lo Smilodonte, il più grande felino dai denti a sciabola che sia mai esistito.
Animali comparsi
- Smilodonte

- Pliohippo

- Bradipo di Shasta

- Gliptodonte

- Mammut Columbiano

### 2. Gli Orsi
- UK in onda 26 Maggio 2013

- 30.000/20.000 anni fa, Pleistocene

- Eurasia

La storia ora è ambientata in un'altra regione dell'emisfero nord che, come il Nord America, venne in gran parte coperta dal ghiaccio durante la glaciazione di Wurm, l'Eurasia. Infatti all'interno delle montagne della Transilvania, Alice e un team di scienziati, scoprono  i segni di un'epica battaglia tra due animali avvenuta in una grotta sigillata per milioni di anni, i duellanti sono, una femmina  di Orso delle Caverne che difendeva il suo cucciolo dal feroce Leone delle caverne un felino molto più grande di qualsiasi specie di leone dei nostri giorni. Questi due formidabili mammiferi rappresentavano però, solo una parte della megafauna che l'era glaciale, abbia mai creato. Ma ciò che Alice scopre è, che quest'area immensa del nostro mondo, per altri due giganti (che rappresentano una storia completa dell'era glaciale stessa), era una vera manna per  la ricerca di cibo, un caldo rifugio ecc... Dal possente Mammut Lanoso, che vagava attraverso vaste steppe, fino al cornuto Rinoceronte Lanoso, ma oltre a prosperare, dovevano anche vedersela col temibile Uomo di Neanderthal da cui venivano spesso predate per la loro carne e il folto pelo di cui erano ricoperti. Ma poi circa 25.000 anni fa questi ominidi si estinsero per sempre anche se i loro geni risiedono tutt'oggi nell'uomo sapiens.
Animali comparsi
- Orso delle Caverne

- Leone delle caverne

- Rinoceronte Lanoso

- Mammut Lanoso

- Uomo di Neanderthal

### 3. Gli Ultimi Giganti
- UK trasmesso il 2 Giugno 2013

- 10.000 anni fa, Pleistocene

- Eurasia e Nord America

In quest'ultima puntata vediamo che la glaciazione di Wurm, è ormai giunta al termine e quindi il clima incominciò a farsi caldo e per un altro fattore molti dei giganti di quest'era (visti nelle puntate precedenti) come il possente Mammut Lanoso e il feroce Smilodonte, ecc... si estinsero e per questo motivo, nel presente Alice Roberts farà un viaggio completo intorno al mondo, e cercherà di scoprire quale sia stato l'altro fattore principale che ha portato tali creature su l'orlo dell'estinzione, con nuove ricerche scientifiche.
Nota: l'unico gigante dell'era glaciale preso in considerazione è il Mastodonte Americano.
Animali comparsi
- Pliohippo

- Orso delle Caverne

- Leone delle caverne

- Rinoceronte Lanoso

- Mammut Lanoso

- Smilodonte

- Bradipo di Shasta

- Gliptodonte

- Mammut Columbiano

- Mastodonte Americano

## Trasmissione
La serie è andata in onda in Australia su Animal Planet, il 24 giugno 2015.